# Planck-Einheiten
Die Planck-Einheiten bilden ein System natürlicher Einheiten für die physikalischen Größen. Die Einheiten leiten sich von fundamentalen Naturkonstanten ab, deren Zahlenwert gleich 1 gesetzt wird. In diesem Einheitensystem sind dann viele Formeln einfacher aufgebaut. Allerdings haben die meisten dieser Einheiten für den Alltag sehr unpraktische Größenordnungen.
Die Planck-Einheiten sind nach Max Planck benannt, der 1899 bemerkte, dass mit seiner Forschung und Entdeckung nun genügend fundamentale Naturkonstanten bekannt waren, um universelle Einheiten für Länge, Zeit, Masse und Temperatur zu definieren.
Die Planck-Einheiten für Länge und Zeit haben eine zusätzliche Bedeutung. Sie geben die Grenze an, bis zu der wir Ursache und Wirkung unterscheiden können. Das heißt, hinter dieser Grenze sind die bisher bekannten physikalischen Gesetze nicht mehr anwendbar, z. B. bei der theoretischen Aufklärung der Vorgänge kurz nach dem Urknall (siehe Planck-Skala).

## Definitionen

### Grundgrößen
Die Planck-Einheiten ergeben sich aus einer einfachen Dimensionsbetrachtung. Sie ergeben sich als mathematische Ausdrücke von der Dimension einer Länge, Zeit bzw. Masse, die nur Produkte und Quotienten geeigneter Potenzen von {\displaystyle G}, {\displaystyle c} und {\displaystyle \hbar } enthalten. Benutzt man zusätzlich die elektrische Feldkonstante {\displaystyle \varepsilon _{0}} und die Boltzmann-Konstante {\displaystyle k_{\mathrm {B} }}, so lassen sich außerdem eine Planck-Ladung und eine Planck-Temperatur als weitere Grundgrößen bestimmen. Die Planck-Ladung erfüllt dabei die Bedingung, dass die Gravitationskraft zwischen zwei Planck-Massen und die elektromagnetische Kraft zwischen zwei Planck-Ladungen gleich stark sind: {\displaystyle m_{\mathrm {P} }^{2}G/\;\!l_{\mathrm {P} }^{2}=q_{\mathrm {P} }^{2}/4\pi \varepsilon _{0}\,l_{\mathrm {P} }^{2}}.
| Name              | Größe      | Dimension | Term                                                                                           | Wert in SI-Einheiten  | in anderen Einheiten               |
| ----------------- | ---------- | --------- | ---------------------------------------------------------------------------------------------- | --------------------- | ---------------------------------- |
| Planck-Länge      | Länge      | L         | {\textstyle l_{\mathrm {P} }={\sqrt {\frac {\hbar \,G}{c^{3}}}}}                               | 1.616255(18)e-35 m    | 3,054 · 10−25 a0                   |
| Planck-Masse      | Masse      | M         | {\textstyle m_{\mathrm {P} }={\sqrt {\frac {\hbar \,c}{G}}}}                                   | 2.176434(24)e-8 kg    | 1.311e19 u, 1.220890(13)e19 GeV/c2 |
| Planck-Zeit       | Zeit       | T         | {\textstyle t_{\mathrm {P} }={\sqrt {\frac {\hbar \,G}{c^{5}}}}={\frac {l_{\mathrm {P} }}{c}}} | 5.391247(60)e-44 s    |                                    |
| Planck-Temperatur | Temperatur | Θ         | {\textstyle T_{\mathrm {P} }={\frac {m_{\mathrm {P} }\,c^{2}}{k_{\mathrm {B} }}}}              | 1.416784(16)e32 K     |                                    |
| Planck-Ladung     | Ladung     | Q         | {\textstyle q_{\mathrm {P} }={\sqrt {4\pi \varepsilon _{0}\ \hbar \,c}}}                       | 1.875545956(41)e-18 C | α−1/2 e ≈ 11,71 e                  |

Die Formelzeichen bedeuten:
{\displaystyle c} = Lichtgeschwindigkeit
{\displaystyle G} = Gravitationskonstante
{\displaystyle \varepsilon _{0}} = Elektrische Feldkonstante
{\displaystyle k_{\mathrm {B} }} = Boltzmann-Konstante
{\displaystyle \hbar } = reduzierte Planck-Konstante
Statt {\displaystyle G} wird manchmal {\displaystyle 8\pi G}, die Konstante, die nach den Einsteinschen Feldgleichungen die Gravitation bestimmt, gleich Eins gesetzt. Dann ergibt sich als Masseeinheit die reduzierte Planck-Masse:
{\displaystyle {\overline {m_{\mathrm {P} }}}={\sqrt {\frac {\hbar c}{8\pi G}}}\approx 4{,}340\,\mu \mathrm {g} }.
Mit der Definition einer entsprechend reduzierten Planck-Ladung {\textstyle {\overline {q_{\mathrm {P} }}}={\sqrt {\frac {\hbar \,c\,\varepsilon _{0}}{2}}}} bleibt dann die o. g. Gleichheit der Kräfte erhalten.

### Abgeleitete Größen
Neben diesen fünf Grundgrößen werden auch folgende abgeleitete Größen verwendet:
| Name                      | Größe                   | Dimension | Term | Wert in SI-Einheiten            |
| ------------------------- | ----------------------- | --------- | --- | ------------------------------- |
| Planck-Fläche             | Fläche                  | L2        | {\textstyle l_{\mathrm {P} }^{2}={\frac {\hbar G}{c^{3}}}} | 2.612e-70 m2                    |
| Planck-Volumen            | Volumen                 | L3        | {\textstyle l_{\mathrm {P} }^{3}=\left({\frac {\hbar G}{c^{3}}}\right)^{3/2}}                                                                                                 | 4.222e-105 m3                   |
| Planck-Energie            | Energie                 | ML2T−2    | {\textstyle E_{\mathrm {P} }=m_{\mathrm {P} }c^{2}={\frac {\hbar }{t_{\mathrm {P} }}}={\sqrt {\frac {\hbar c^{5}}{G}}}}                                                       | 1.956e9 J 1.221e28 eV 543,4 kWh |
| Planck-Impuls             | Impuls                  | MLT−1     | {\textstyle m_{\mathrm {P} }c={\frac {\hbar }{l_{\mathrm {P} }}}={\sqrt {\frac {\hbar c^{3}}{G}}}}                                                                            | 6,525 kg m·s−1                  |
| Planck-Kraft              | Kraft                   | MLT−2     | {\textstyle F_{\mathrm {P} }={\frac {E_{\mathrm {P} }}{l_{\mathrm {P} }}}={\frac {\hbar }{l_{\mathrm {P} }t_{\mathrm {P} }}}={\frac {c^{4}}{G}}}                              | 1.210e44 N                      |
| Planck-Leistung           | Leistung                | ML2T−3    | {\textstyle P_{\mathrm {P} }={\frac {E_{\mathrm {P} }}{t_{\mathrm {P} }}}={\frac {\hbar }{t_{\mathrm {P} }^{2}}}={\frac {c^{5}}{G}}}                                          | 3.628e52 W                      |
| Planck-Dichte             | Dichte                  | ML−3      | {\textstyle \rho _{\mathrm {P} }={\frac {m_{\mathrm {P} }}{l_{\mathrm {P} }^{3}}}={\frac {\hbar t_{\mathrm {P} }}{l_{\mathrm {P} }^{5}}}={\frac {c^{5}}{\hbar G^{2}}}}        | 5.155e96 kg·m−3                 |
| Planck-Druck              | Druck                   | ML−1T−2   | {\textstyle p_{\mathrm {P} }={\frac {F_{\mathrm {P} }}{l_{\mathrm {P} }^{2}}}={\frac {\hbar }{l_{\mathrm {P} }^{3}t_{\mathrm {P} }}}={\frac {c^{7}}{\hbar G^{2}}}}            | 4.633e113 Pa                    |
| Planck-Energiedichte      | Energiedichte           | ML−1T−2   | {\textstyle p_{\mathrm {P} }={\frac {F_{\mathrm {P} }}{l_{\mathrm {P} }^{2}}}={\frac {\hbar }{l_{\mathrm {P} }^{3}t_{\mathrm {P} }}}={\frac {c^{7}}{\hbar G^{2}}}}            | 4.633e113 J·m−3                 |
| Planck-Frequenz           | Frequenz                | T−1       | {\textstyle f_{p}={\frac {c}{2\pi l_{\text{P}}}}={\frac {\omega _{\mathrm {P} }}{2\pi }}}                                                                                     | 2.952e42 Hz                     |
| Planck-Strom              | Elektrischer Strom      | QT−1      | {\textstyle I_{\mathrm {P} }={\frac {q_{\mathrm {P} }}{t_{\mathrm {P} }}}={\sqrt {\frac {c^{6}4\pi \varepsilon _{0}}{G}}}}                                                    | 3.479e25 A                      |
| Planck-Spannung           | Elektrische Spannung    | ML2T−2Q−1 | {\textstyle U_{\mathrm {P} }={\frac {E_{\mathrm {P} }}{q_{\mathrm {P} }}}={\frac {\hbar }{t_{\mathrm {P} }q_{\mathrm {P} }}}={\sqrt {\frac {c^{4}}{G4\pi \varepsilon _{0}}}}} | 1.043e27 V                      |
| Planck-Impedanz           | Widerstand              | ML2T−1Q−2 | {\textstyle Z_{\mathrm {P} }={\frac {U_{\mathrm {P} }}{I_{\mathrm {P} }}}={\frac {\hbar }{q_{\mathrm {P} }^{2}}}={\frac {1}{4\pi \varepsilon _{0}c}}={\frac {Z_{0}}{4\pi }}}  | 29,9792458 Ω = {c}/107 Ω        |
| Planck-Beschleunigung     | Beschleunigung          | LT−2      | {\textstyle g_{\mathrm {P} }={\frac {F_{\mathrm {P} }}{m_{\mathrm {P} }}}={\sqrt {\frac {c^{7}}{\hbar G}}}}                                                                   | 5.56e51 m·s−2                   |
| Planck-Magnetfeld         | Magnetische Flussdichte | MQ−1T−1   | {\textstyle B_{\mathrm {P} }={\sqrt {{\frac {\mu _{0}}{4\pi }}p_{\mathrm {P} }}}={\sqrt {\frac {c^{5}}{\hbar G^{2}4\pi \varepsilon _{0}}}}}                                   | 2.153e53 T                      |
| Planck-Magnetischer Fluss | Magnetischer Fluss      | ML2T−1Q−1 | {\textstyle \phi _{\mathrm {P} }={\frac {E_{\mathrm {P} }}{I_{\mathrm {P} }}}={\sqrt {\frac {\hbar }{4\pi \varepsilon _{0}c}}}}                                               | 5.623e-17 Wb                    |

Die Planck-Einheit für den Drehimpuls ergibt sich aus dem Produkt von Planck-Länge und Planck-Impuls zu dem Wert {\displaystyle \hbar }. Das ist gerade die aus der Quantenmechanik bekannte Einheit der Drehimpulsquantelung.
Die Planck-Fläche {\displaystyle l_{\mathrm {P} }^{2}} spielt insbesondere in Stringtheorien und bei Überlegungen zur Entropie Schwarzer Löcher in Zusammenhang mit dem holografischen Prinzip eine wichtige Rolle.

## Geschichte
Ende des 19. Jahrhunderts entdeckte Planck bei seinen Untersuchungen zur Theorie der Strahlung Schwarzer Körper, für die er zwei Jahrzehnte später den Nobelpreis für Physik erhielt, die letzte zur Definition der Planck-Einheiten erforderliche Naturkonstante, das später nach ihm benannte Wirkungsquantum. Er erkannte die Möglichkeit, damit ein universell gültiges System von Einheiten zu definieren und erwähnte diese in einem Vortrag „Über irreversible Strahlungsvorgänge“. Das folgende Zitat vermittelt einen Eindruck von dem Stellenwert, den Planck diesen Einheiten einräumte

„… die Möglichkeit gegeben ist, Einheiten [...] aufzustellen, welche, unabhängig von speciellen Körpern oder Substanzen, ihre Bedeutung für alle Zeiten und für alle, auch ausserirdische und aussermenschliche Culturen notwendig behalten und welche daher als „natürliche Maasseinheiten“ bezeichnet werden können.“

Obwohl Planck diesem Einheitensystem ein Kapitel (§ 159. Natürliche Maßeinheiten) seines 1906 erschienenen Buches Theorie der Wärmestrahlung widmete und dieses Thema auch später wieder aufgriff, wurde es auch innerhalb der Physik nicht verwendet. Den Nachteilen, dass für die Verwendung in einem Maßsystem der Wert der Gravitationskonstante nicht genau genug bekannt war (und noch ist), und dass praxisrelevante Größen – in seinen Einheiten ausgedrückt – absurde Zahlenwerte hätten, stand kein Vorteil gegenüber, da bis dahin in keiner physikalischen Theorie gleichzeitig das Wirkungsquantum und die Gravitationskonstante auftauchte.
Erst nach ersten Arbeiten zur Vereinigung von Quantentheorie und Gravitation in den späten 1930er Jahren entstand das Anwendungsgebiet der Planck-Einheiten.
Als John Archibald Wheeler und Oskar Klein 1955 über die Planck-Länge als Grenze der Anwendbarkeit der Allgemeinen Relativitätstheorie veröffentlichten, war Plancks Vorschlag schon fast vergessen. Nach der „Wiederentdeckung“ der Planckschen Vorschläge für ein solches Maßsystem wurde dann ab 1957 der Name Planck-Einheiten gebräuchlich.
Die heute üblichen Planck-Einheiten unterscheiden sich insofern von Plancks ursprünglichen Einheiten, dass {\displaystyle \hbar ={\tfrac {h}{2\pi }}} und nicht {\displaystyle h} als zugrunde liegende Konstante gewählt wurde. Im Zuge der Entwicklung der Quantenmechanik hatte sich gezeigt, dass {\displaystyle \hbar } als Quant des Drehimpulses fundamentaler ist.

## Heutige Bedeutung
Formuliert man Gleichungen, die die Naturkonstanten {\displaystyle G}, {\displaystyle c} und {\displaystyle \hbar } enthalten, in Planck-Einheiten, so können die Konstanten entfallen. Dies vereinfacht in bestimmten Disziplinen der theoretischen Physik die Gleichungen erheblich, etwa in der allgemeinen Relativitätstheorie, in den Quantenfeldtheorien und in den verschiedenen Ansätzen für eine Quantengravitation.
Die Planck-Einheiten ermöglichen auch eine alternative Sichtweise auf die fundamentalen Kräfte der Natur, deren Stärke im Internationalen Einheitensystem (SI) durch sehr unterschiedliche Kopplungskonstanten beschrieben wird. Bei Verwendung der Planck-Einheiten stellt sich die Situation wie folgt dar: Zwischen zwei Partikeln, die genau die Planckmasse und die Planckladung besitzen, wären die Gravitationskraft und die elektromagnetische Kraft exakt gleich groß. Die unterschiedliche Stärke dieser Kräfte in unserer Welt ist die Folge davon, dass ein Proton bzw. ein Elektron eine Ladung von etwa 0,085 Planckladungen besitzt, während ihre Massen um 19 bzw. 22 Größenordnungen kleiner als die Planckmasse sind. Die Frage: „Warum ist die Gravitation so schwach?“ ist also äquivalent zu der Frage: „Warum haben die Elementarteilchen so geringe Massen?“.
Verschiedene Physiker und Kosmologen befass(t)en sich mit der Frage, ob wir es bemerken könnten, wenn sich dimensionale physikalische Konstanten geringfügig ändern würden, und wie die Welt bei größeren Änderungen aussähe. Solche Spekulationen werden u. a. bei der Lichtgeschwindigkeit {\displaystyle c} und der Gravitationskonstanten {\displaystyle G} angestellt, letztere schon seit etwa 1900 in der Expansionstheorie der Erde. Der Atomphysiker George Gamow meint in seinem populärwissenschaftlichen Buch Mr. Tompkins im Wunderland, dass eine Änderung von {\displaystyle c} deutliche Änderungen zur Folge hätte.